# Bell Canada
Pour les articles homonymes, voir Bell et BCE (homonymie).
BCE Inc aussi appelé Bell est une grande entreprise canadienne active dans les télécom et les médias.  Avec Telus, Rogers, et Québecor, elle fait partie des quatre grands opérateurs télécom du Canada.
En matière de capitalisation boursière, Bell est la plus grande entreprise télécom du Canada, devant toutes les autres.  Sur le marché canadien, elle contrôle notamment les marques Virgin Plus, Lucky Mobile, Glentel, NorthwesTel et les magasins Best Buy Express (autrefois La Source), qu'elle opère en partenariat avec Best Buy, un détaillant de matériel électronique grand public américain.
Via sa filiale Bell Mobile, avec 9,8 millions de clients, c'est le second plus important opérateur mobile derrière Rogers.   Via sa filiale Bell Media, le groupe contrôle des dizaines chaines de télévision dont CTV, Crave, Discovery, TSN, RDS, Showtime Canada et HBO Canada. Il contrôle aussi les radios iHeartRadio, CHUM-FM et Virgin Radio.
Le siège de Bell se trouve à Montréal dans le Campus Bell.

## Histoire
En 1874, Alexander Graham Bell expose le principe du téléphone à son père, Alexander Melville Bell, à Brantford en Ontario.
En 1877, le bureau canadien des brevets octroie un brevet d'invention pour le téléphone à Alexander Graham Bell ; l'inventeur cède 75 % des droits canadiens du brevet à son père Melville qui met sur pied la première entreprise de téléphonie canadienne.
En 1879, comme Melville Bell veut se départir de son entreprise naissante et qu’aucune compagnie canadienne n’est intéressée par l’entreprise, Melville Bell vend  son entreprise et les droits canadiens liés au brevet d'invention du téléphone à la National Bell Telephone de Boston.
En 1880, Charles Fleetford Sise prend la direction de l'entreprise. Le 29 avril, une loi fédérale permet la création de La Compagnie Canadienne de Téléphone Bell. Cet acte permet à l'entreprise de fabriquer, vendre et louer des téléphones, construire, acheter et louer des lignes téléphoniques et obtenir du financement sur les marchés. Dès lors, l'entreprise connaît une croissance importante. Dès la fin de l'année, elle peut desservir des clients au Nouveau-Brunswick, en Nouvelle-Écosse, en Ontario, au Québec et au Manitoba. À ce moment, elle embauche 150 personnes et compte 2 100 clients. Charles Fleetford Sise est traditionnellement considéré comme le fondateur de la compagnie, car sous sa gouverne le nombre de clients a atteint 237 000 en 1914[réf. souhaitée].
En 1882, la compagnie met sur pied une équipe de trois personnes chargées de la fabrication de téléphones; nommé Mechanical Department, cette équipe deviendra "The Northern Electric and Manufacturing Company" en 1895, puis sera renommée Northern Electric, Northern Telecom, Nortel Networks et finalement Nortel ; cette compagnie comptait 35 000 employés à la fin de 2005.
En 1892, une loi spéciale est adoptée au Parlement canadien qui stipule que toute augmentation des tarifs téléphoniques doit au préalable être approuvée par le gouverneur en conseil; cet événement marque le début de la réglementation de la téléphonie au Canada.
En 1968, La Compagnie de Téléphone Bell du Canada est renommée Bell Canada.
En 1974, le concept des magasins « Téléboutique » est lancé avec l'ouverture des magasins de Longueuil (Québec), de Sherbrooke (Québec) et de Guelph (Ontario).
En 1980, le Conseil de la radiodiffusion et des télécommunications canadiennes (CRTC) ouvre la concurrence dans le marché des appareils téléphoniques.
En 1983, par une transaction complexe, Bell Canada crée le groupe d'exploitation BCE, devient membre de ce groupe et place certaines de ses filiales dont Northern Telecom dans le groupe; tous les actionnaires de Bell Canada deviennent des actionnaires de BCE. La même année Bell Canada déménage son siège social dans la Tour Bell au centre-ville de Montréal.
Un important mouvement de grève est déclenché au matin du 27 juin 1988 à Bell Canada. 20 000 employés affiliés au Syndicat des travailleurs en communication cessent le travail pour protester contre la politique de salaire, le régime de retraite et la politique de sous-traitance de l'entreprise, alors que la précédente convention collective avait expiré en novembre 1987. La grève fut la plus longue de l'histoire de Bell Canada (16 semaines) et ne s'acheva que le 21 octobre 1988 avec la signature d'un accord de trois ans qui porte sur des augmentations de salaire et des améliorations au régime de retraite. Ce mouvement de grève est également marqué par de nombreux sabotages à l'été 1988. Des bris de câbles sont commis à partir du début du mois de juillet touchant de nombreuses régions comme Saint-Jérôme, Lanaudière, Joliette, l'Outaouais au Québec mais aussi Toronto, Barrie et Pembroke en Ontario. Les cadres non grévistes de Bell Canada sont mis à contribution pour restaurer le service.

### Ouverture à la concurrence et diversification (depuis les années 1990)
En 1992, le CRTC ouvre la concurrence dans l'interurbain puis en 1997 dans le service local.
En 1998, le CRTC ouvre la concurrence dans les téléphones publics; depuis cette date, toutes les activités de Bell Canada sont soumises à la concurrence. BCE se sépare de sa participation dans Nortel. BCE investit massivement dans une stratégie de convergence numérique en faisant les acquisitions de Téléglobe, CTV, TQS et du Globe and Mail.
En 2001, avec l'effondrement de la bulle des technologies de l'information, plusieurs des investissements récents de BCE perdent une très grande partie de leur valeur. BCE se sépare alors de Téléglobe et entreprend un recentrage sur ses activités traditionnelles de télécommunications. Cette nouvelle stratégie amènera le consortium à se départir de ses avoirs dans CGI, CTV, TQS et le Globe and Mail au cours des années suivantes.
En 2005, BCE fonde Bell Solution d'affaire et fait son entrée dans les TI avec l'aqusition de plusieurs entreprises en TI dont Nexxlink et Charron Système au Québec. BCE devient une des plus grandes compagnie de TIC au Canada.
En décembre 2005, le CRTC oblige Bell à diviser par deux ses tarifs de gros pour l'accès à ses infrastructures pour les offres Internet dégroupé (accès à Internet sans abonnement à un service de téléphone), service offert depuis le début 2005. Cette décision représente une victoire pour les FAI indépendants qui critiquaient l'ancienne politique tarifaire de Bell, alléguant qu'elle comprimait au minimum leur marge bénéficiaire.
En 2006, BCE annonce son intention de faire comme plusieurs autres compagnies et de se transformer en fiducie de revenus, mais le gouvernement fédéral bloque ce plan en changeant la loi sur les fiducies de revenus.
En 2007, les services professionnels de Bell Solution d'affaire sont intégrés à l'intérieur de Bell le reste est vendu.

#### Projet de rachat par Teachers (2007–2008)
À l'été 2007 des rumeurs circulent sur un possible rachat de Bell Canada par le Régime de retraite des enseignantes et des enseignants de l'Ontario (Teachers), avec le soutien du fonds américain Providence Equity Partner. Bell Canada avait annoncé chercher des acquéreurs au début de l'année 2007, Teachers demande ainsi le 5 juin 2007 l'accès à ses informations financières. D'autres acquéreurs sont alors également sur les rangs tel que Telus, la Caisse de dépôt et placement du Québec, les fonds Onex Corporation et KKR ou le régime de pension du Canada.
Le projet de rachat par Teachers est finalement abandonné en décembre 2008 au terme de 17 mois de négociations. Les deux parties s'étaient alors entendues sur un prix d'acquisition de 51,7 milliards de dollars canadiens. Un bras de fer juridique s'engage entre Teachers et Bell Canada qui demande au premier une indemnité de 1,2 milliard de dollars canadiens au titre de la rupture des négociations.

#### Développements récents
En 2008, BCE déménage son siège social au Campus Bell situé au 1, carrefour Alexander-Graham-Bell sur l'Île-des-Sœurs (Montréal). Le Campus Bell obtient la certification LEED.
Le 2 mars 2009, Bell achète la chaîne de magasins La Source. Le 22 juin 2009, BCE participe à l'achat du Canadien de Montréal à la hauteur de 18 %.
En 2010, BCE devient l'unique propriétaire de CTV.
En 2011, implantation de la fibre optique FTTH et IPTV dans la ville de Québec.
Le 9 décembre 2011, Bell Canada et Rogers achètent les Maple Leaf Sports & Entertainement (MLSE), le consortium sportif qui détient notamment les Maple Leafs de Toronto (LNH), les Raptors de Toronto (NBA), le Toronto FC (soccer) et le Air Canada Centre. Les deux compagnies, Bell et Rogers, investissent plus de 533 millions chacune.
Le 16 mars 2012,  Astral a annoncé la vente de l’entreprise à BCE, pour environ 3,38 milliards de dollars. Le 18 octobre 2012, la demande a été refusée par le CRTC. Un mois plus tard une nouvelle demande est déposé par Bell. Le 27 juin 2013, le CRTC autorise la vente à BCE mais sous certaines conditions.
En juillet 2014, BCE annonce l'acquisition des participations dans Bell Aliant qu'il ne détenait pas, soit 47 % des parts de l'entreprise, pour 3,95 milliards de dollars canadiens.
En février 2022, BCE annonce l'acquisition d'EBOX, fournisseur de services Internet, de téléphonie et de télévision.
Le 4 mai 2023, BCE annonce l'acquisition de FX Innovation, fournisseur dans les services infonuagiques et professionnels au Québec pour une contrepartie en trésorerie de 157 millions $, de laquelle un montant de 12 millions $ est payable dans un délai de deux ans, et une contrepartie en trésorerie supplémentaire estimative de 6 millions $ conditionnelle à la réalisation de certains objectifs de performance. La contrepartie éventuelle devrait être réglée d’ici 2027 et le montant maximal à payer est de 7 millions $.
En 2024, Bell Canada met fin à son parrainage du Festival international du film de Toronto, qui a commencé en 1995.
En novembre 2024, Bell Canada annonce pour 3,6 milliards de dollars l'acquisition de Ziply, une entreprise américaine spécialisée dans la fibre optique dans la région des Cascades.

## Activité
En 2006, BCE employait 60 000 personnes et a généré des revenus de 20 milliards de dollars. En 2007, l'entreprise comptait 55 000 employés dont 17 000 au Québec, pour un chiffre d'affaires de 17,7 milliards de dollars. BCE investissait pour 1,4 milliard de dollars et employait 426 ingénieurs, ce qui en faisait le 10e plus grand employeur d'ingénieurs au Québec.
La majorité des activités de BCE se situent dans le domaine des télécommunications et sont conduites par les deux entités suivantes :
- les compagnies Bell, habituellement désignées collectivement par le nom Bell Canada ; ces compagnies sont possédées à 100 % par BCE ;
- la compagnie Bell Aliant.

Bell Canada offre une gamme complète de services de télécommunications à ses clients résidentiels et commerciaux :
- la téléphonie filaire ;
- la téléphonie cellulaire ;
- l’accès Internet ;
- la télévision par satellites ;
- la télévision IP ;
- les télécommunications numériques (principalement pour les clients commerciaux) ;
- la gestion de réseaux privés (principalement pour les clients commerciaux) ;
- la gestion des technologies de l’information (principalement pour les clients commerciaux).

À l’origine, Bell Canada offrait des services de téléphonie traditionnelle et des services de communications numériques au Québec et en Ontario. Au cours des vingt dernières années, la compagnie a introduit de nombreux services majeurs : la téléphonie cellulaire en 1985, l’accès résidentiel à Internet en 1995, la télédiffusion par satellites en 1997, la téléphonie par protocole Internet en 2005. Au cours de la même période, la compagnie a commencé à offrir ses services dans les dix provinces du Canada et non seulement dans les deux provinces qui constituaient son territoire d'origine.
Bell Aliant offre les services de télécommunications suivants à ses clients résidentiels et commerciaux :
- la téléphonie traditionnelle ;
- la téléphonie cellulaire ;
- la téléphonie par protocole Internet ;
- l’accès Internet ;
- les télécommunications numériques (principalement pour les clients commerciaux).

Bell Aliant est active dans les provinces de l’Est du Canada : le Nouveau-Brunswick, la Nouvelle-Écosse, Terre-Neuve et l’Île-du-Prince-Édouard. En vertu d’une entente conclue avec Bell Canada, Aliant transférera, durant la seconde moitié de 2006, ses activités de téléphonie cellulaire à Bell Canada et absorbera les activités de téléphonie traditionnelle et d'accès Internet de Bell Canada dans les régions rurales du Québec et de l’Ontario.
BCE détient également la société de média de masse Bell Media (soit principalement le réseau de télévision par câble CTV et une trentaine de stations radio).

## Stratégies
Durant les années 1970 et 1980, le partenariat étroit entre Bell Canada et Northern Telecom a permis aux deux compagnies de devenir des chefs de file mondiaux dans leur domaine respectif. Ainsi, Bell Canada a été la première compagnie au monde à implanter un réseau commercial de communications numériques et la première compagnie à implanter un réseau commercial de communication par paquets, Datapac, basé sur le Datagramme. De son côté, Northern Telecom est devenu le chef de file dans le développement et la fabrication d’équipement de commutation et de transmission numérique.
Par contre, durant la même période, les tentatives de Bell Canada de se diversifier dans les domaines de l’énergie, de l’immobilier et de l’informatique ont échoué.
Durant les années 1990, BCE s’est aventuré sur le terrain de la convergence en acquérant des journaux, des chaînes de télévision, des compagnies de services informatiques et des compagnies de télécommunications hors de son territoire traditionnel. À la suite de l’effondrement de la bulle technologique en 2000-2001, certains de ces investissements se sont avérés néfastes. Depuis 2001, BCE se recentre avec succès sur ses activités de télécommunications.
Depuis 1990, avec l’évolution de la technologie et l’intensification de la concurrence, BCE a dû adapter ses méthodes de gestion et procéder à plusieurs réductions de personnel par des programmes de retraite anticipée et de départs. Dans les années 1990, ces programmes de réduction de personnel étaient largement volontaires. Depuis 2000, les programmes de réduction de personnel ont souvent une composante non volontaire.
L'arrivée au pouvoir de George Cope anciennement PDG de TELUS en 2008 marquera un des changements les plus importants de l'histoire de la compagnie. Dans un plan de 100 jours, il mettra en place des mesures concrètes dans l'objectif de faire en sorte que Bell soit reconnu comme la première entreprise de télécommunication au Canada.
En février 2021 et en lien avec l’importance montante des réseaux sans fils 5G, BCE annonce lancer un plan d’investissement de 1 milliard de dollars afin de doubler la proportion de Canadiens couverts.

## Filiales
- Bell Canada (revenus de 15,1 milliards de dollars ; c'est la compagnie la plus importante au Québec et en Ontario et elle est aussi active dans le reste du Canada
- Bell Télécommunications ; filiale française du groupe Canadien, cette jeune compagnie a racheté les réseaux de LDCom et Nerim[réf. souhaitée].
- Bell Aliant : revenus de 3,3 milliards de dollars ; c'est la compagnie la plus importante dans les provinces de l’est du Canada : le Nouveau-Brunswick, la Nouvelle-Écosse, Terre-Neuve et l’Île-du-Prince-Édouard ;
- Bell Média : Regroupe 109 stations de radio, 35 stations de télévision (via trois réseaux généralistes : CTV, CTV 2 et Noovo) et 29 chaînes spécialisées dont RDS et Canal D. La filiale est aussi composée d'Astral (affichage) et de studios appartenant majoritairement à l'entreprise. Le service Crave fait également partie de cette filiale.
- BCE possède aussi quelques filiales qui œuvrent dans des domaines autres que les télécommunications et ces filiales génèrent des revenus de 1,5 milliard de dollars.

## Principaux actionnaires
Au 17 février 2020:
| Royal Bank of Canada                    | 5,77% |
| BNP Paribas Securities                  | 2,76% |
| BMO Asset Management                    | 2,65% |
| Paulson & Co                            | 2,50% |
| Mackenzie Cundill Investment Management | 2,45% |
| RBC Dominion Securities                 | 2,39% |
| Fidelity (Canada) Asset Management      | 2,33% |
| Viking Global Investors                 | 1,73% |
| Capital Research & Management           | 1,71% |
| BlackRock Asset Management Canada       | 1,56% |

## Identité visuelle

Logo de Bell de 1977 au 7 décembre 1994.
Logo de Bell du 7 décembre 1994 jusqu'en 2009.
Logo depuis le 8 août 2008.

## Controverses

### Affaire de piratage
Entre 2002 et 2005, les signaux de Bell ExpressVu étaient facile à intercepter. Bell Canada était au courant du problème mais n'a rien fait pour régler le problème selon Vidéotron et TVA qui auraient perdu respectivement 339 000 $ et 220 000 $. L'affaire est allée en cour et en 2012, Bell Canada a été condamné à verser 1 000 000 $ à Vidéotron et TVA. Ces compagnies ont toutefois fait appel du jugement et la cour a finalement condamné Bell à verser 135 million de plus.